# Simone Bolelli
Simone Bolelli (* 8. října 1985 Bologna) je italský profesionální tenista. Ve své dosavadní kariéře na okruhu ATP Tour vyhrál sedmnáct titulů ve čtyřhře včetně Australian Open 2015, na němž triumfoval s krajanem Fabiem Fogninim. Na challengerech ATP a okruhu ITF získal čtrnáct titulů ve dvouhře a sedm ve čtyřhře.
Na žebříčku ATP pro dvouhru byl nejvýše klasifikován v únoru 2009 na 36. místě a ve čtyřhře pak v lednu 2025 na 6. místě. Trénovali ho Umberto Rianna a Giancarlo Petrazzuolo.
V grandslamové dvouhře se nejdále probojoval do třetího kola pařížského French Open v letech 2008 a 2015 a travnatého Wimbledonu v letech 2008, 2011 a 2014. Ve vítězném finále čtyřhry Croatia Open Umag 2022 s krajanem Fogninim odvrátili šest mečbolů v řadě, když po ztrátě první sady otočili v tiebreaku druhé poměr míčů 0:6. Celkově v utkání čelili osmi mečbolům.
V italském daviscupovém týmu debutoval v roce 2007 utkáním zóny Evropy a Afriky proti Izraeli, v němž ve třech setech nestačil na Noama Okuna. V sérii pak nastoupil ještě k poslední dvouhře, v níž přehrál po dvou sadách Dudiho Selu. Itálie prohrála 2:3 na zápasy. V letech 2023 a 2024 se stal členem vítězného týmu, v němž Italové podruhé vybojovali „salátovou mísu“. Do září 2025 v soutěži nastoupil k třiceti čtyřem mezistátním utkáním s bilancí 7–9 ve dvouhře a 17–13 ve čtyřhře.

## Soukromý život
Narodil se v Bologni do rodiny zubaře Daniela a účetní Stefanie Bolelliových. Má starší sestru Simonu, která pracuje jako bankovní vedoucí. Tenis začal hrát v sedmi letech. Nejraději hraje na kurtech s tvrdým povrchem a za preferovaný úder uvedl forhend. Mezi oblíbené turnaje zařadil Croatia Open, Rome Masters a Monte-Carlo Masters. Dne 5. srpna 2009 se oženil s Ximenou Fleitasovou.

## Finále na Grand Slamu

### Mužská čtyřhra: 4 (1–3)
| Stav      | rok  | turnaj          | povrch | spoluhráč        | soupeři ve finále                   | výsledek                  |
| --------- | ---- | --------------- | ------ | ---------------- | ----------------------------------- | ------------------------- |
| Vítěz     | 2015 | Australian Open | tvrdý  | Fabio Fognini    | Pierre-Hugues Herbert Nicolas Mahut | 6–4, 6–4                  |
| Finalista | 2024 | Australian Open | tvrdý  | Andrea Vavassori | Rohan Bopanna Matthew Ebden         | 6–7(0–7), 5–7             |
| Finalista | 2024 | French Open     | antuka | Andrea Vavassori | Marcelo Arévalo Mate Pavić          | 5–7, 3–6                  |
| Finalista | 2025 | Australian Open | tvrdý  | Andrea Vavassori | Harri Heliövaara Henry Patten       | 7–6(18–16), 6–7(5–7), 3–6 |

## Finále na okruhu ATP Tour
| Legenda (před / od 2009)                                |
| ------------------------------------------------------- |
| D – dvouhra; Č – čtyřhra                                |
| Grand Slam (1–3 Č)                                      |
| Turnaj mistrů (0–0)                                     |
| ATP Masters Series / ATP Tour Masters 1000 (0–3 Č)      |
| ATP International Series Gold / ATP Tour 500 (6–2 Č)    |
| ATP International Series / ATP Tour 250 (0–1 D; 10–9 Č) |

| Tituly podle povrchu  |
| --------------------- |
| tvrdý (4–8 Č)         |
| antuka (0–1 D; 9–8 Č) |
| tráva (2–1 Č)         |

### Dvouhra: 1 (0–1)
| Stav      | č. | datum          | turnaj           | kategorie     | povrch | soupeř ve finále  | výsledek                |
| --------- | -- | -------------- | ---------------- | ------------- | ------ | ----------------- | ----------------------- |
| Finalista | 1. | 4. května 2008 | Mnichov, Německo | International | antuka | Fernando González | 6–7(4–7), 7–6(7–4), 3–6 |

### Čtyřhra: 34 (17–17)
| Stav      | č.  | datum             | turnaj                                | kategorie    | povrch    | spoluhráč         | soupeři ve finále                   | výsledek                  |
| --------- | --- | ----------------- | ------------------------------------- | ------------ | --------- | ----------------- | ----------------------------------- | ------------------------- |
| Vítěz     | 1.  | 1. května 2011    | Mnichov, Německo                      | ATP 250      | antuka    | Horacio Zeballos  | Andreas Beck Christopher Kas        | 7–6(7–3), 6–4             |
| Vítěz     | 2.  | 30. července 2011 | Umag, Chorvatsko                      | ATP 250      | antuka    | Fabio Fognini     | Marin Čilić Lovro Zovko             | 6–3, 5–7, [10–7]          |
| Finalista | 1.  | 20. října 2012    | Moskva, Rusko                         | ATP 250      | tvrdý (h) | Daniele Bracciali | František Čermák Michal Mertiňák    | 5–7, 3–6                  |
| Vítěz     | 3.  | 24. února 2013    | Buenos Aires, Argentina               | ATP 250      | antuka    | Fabio Fognini     | Nicholas Monroe Simon Stadler       | 6–3, 6–2                  |
| Finalista | 2.  | 2. března 2013    | Acapulco, Mexiko                      | ATP 500      | antuka    | Fabio Fognini     | Łukasz Kubot David Marrero          | 5–7, 2–6                  |
| Vítěz     | 4.  | 31. ledna 2015    | Australian Open, Melbourne, Austrálie | Grand Slam   | tvrdý     | Fabio Fognini     | Pierre-Hugues Herbert Nicolas Mahut | 6–4, 6–4                  |
| Finalista | 3.  | 22. března 2015   | Indian Wells, Spojené státy           | Masters 1000 | tvrdý     | Fabio Fognini     | Jack Sock Vasek Pospisil            | 6–4, 6–7(3–7), [10–7]     |
| Finalista | 4.  | 19. dubna 2015    | Monte Carlo, Monako                   | Masters 1000 | antuka    | Fabio Fognini     | Bob Bryan Mike Bryan                | 6–7(3–7), 1–6             |
| Finalista | 5.  | 18. října 2015    | Šanghaj, Čína                         | Masters 1000 | tvrdý     | Fabio Fognini     | Raven Klaasen Marcelo Melo          | 3–6, 3–6                  |
| Vítěz     | 5.  | únor 2016         | Dubaj, Spojené arabské emiráty        | ATP 500      | tvrdý     | Andreas Seppi     | Feliciano López Marc López          | 6–2, 3–6, [14–12]         |
| Finalista | 6.  | 22. července 2018 | Båstad, Švédsko                       | ATP 250      | antuka    | Fabio Fognini     | Julio Peralta Horacio Zeballos      | 3–6, 4–6                  |
| Finalista | 7.  | září 2019         | Petrohrad, Rusko                      | ATP 250      | tvrdý (h) | Matteo Berrettini | Divij Šaran Igor Zelenay            | 3–6, 6–3, [8–10]          |
| Finalista | 8.  | říjen 2019        | Moskva, Rusko (2)                     | ATP 250      | tvrdý (h) | Andrés Molteni    | Marcelo Demoliner Matwé Middelkoop  | 1–6, 2–6                  |
| Vítěz     | 6.  | březen 2021       | Santiago, Chile                       | ATP 250      | antuka    | Máximo González   | Federico Delbonis Jaume Munar       | 7–6(7–4), 6–4             |
| Finalista | 9.  | duben 2021        | Sardegna, Itálie                      | ATP 250      | antuka    | Andrés Molteni    | Lorenzo Sonego Andrea Vavassori     | 3–6, 4–6                  |
| Finalista | 10. | květen 2021       | Ženeva, Švýcarsko                     | ATP 250      | antuka    | Máximo González   | John Peers Michael Venus            | 2–6, 5–7                  |
| Vítěz     | 7.  | květen 2021       | Parma, Itálie                         | ATP 250      | antuka    | Máximo González   | Oliver Marach Ajsám Kúreší          | 6–3, 6–3                  |
| Vítěz     | 8.  | červen 2021       | Mallorca, Španělsko                   | ATP 250      | tráva     | Máximo González   | Novak Djoković Carlos Gómez-Herrera | bez boje                  |
| Finalista | 11. | leden 2022        | Sydney, Austrálie                     | ATP 250      | tvrdý     | Fabio Fognini     | Filip Polášek John Peers            | 5–7, 5–7                  |
| Vítěz     | 9.  | únor 2022         | Rio de Janeiro, Brazílie              | ATP 500      | antuka    | Fabio Fognini     | Jamie Murray Bruno Soares           | 7–5, 6–7(2–7), [10–6]     |
| Finalista | 12. | červenec 2022     | Båstad, Švédsko                       | ATP 250      | antuka    | Fabio Fognini     | Rafael Matos David Vega Hernández   | 4–6, 6–3, [11–13]         |
| Vítěz     | 10. | červenec 2022     | Umag, Chorvatsko                      | ATP 250      | antuka    | Fabio Fognini     | Lloyd Glasspool Harri Heliövaara    | 5–7, 7–6(8–6), [10–7]     |
| Vítěz     | 11. | únor 2023         | Buenos Aires, Argentina (2)           | ATP 250      | antuka    | Fabio Fognini     | Nicolás Barrientos Ariel Behar      | 6–2, 6–4                  |
| Finalista | 13. | červen 2023       | Halle, Německo                        | ATP 500      | tráva     | Andrea Vavassori  | Marcelo Melo John Peers             | 6–7(3–7), 6–3, [6–10]     |
| Finalista | 14. | červenec 2023     | Umag, Chorvatsko                      | ATP 250      | antuka    | Andrea Vavassori  | Blaž Rola Nino Serdarušić           | 6–4, 6–7(2–7), [13–15]    |
| Finalista | 15. | leden 2024        | Australian Open, Melbourne, Austrálie | Grand Slam   | tvrdý     | Andrea Vavassori  | Rohan Bopanna Matthew Ebden         | 6–7(0–7), 5–7             |
| Vítěz     | 12. | únor 2024         | Buenos Aires, Argentina               | ATP 250      | antuka    | Andrea Vavassori  | Marcel Granollers Horacio Zeballos  | 6–2, 7–6(8–6)             |
| Finalista | 16. | červen 2024       | French Open, Paříž, Francie           | Grand Slam   | antuka    | Andrea Vavassori  | Marcelo Arévalo Mate Pavić          | 5–7, 3–6                  |
| Vítěz     | 13. | červen 2024       | Halle, Německo                        | ATP 500      | tráva     | Andrea Vavassori  | Kevin Krawietz Tim Pütz             | 7–6(7–3), 7–6(7–5)        |
| Vítěz     | 14. | říjen 2024        | Peking, Čína                          | ATP 500      | tvrdý     | Andrea Vavassori  | Harri Heliövaara Henry Patten       | 4–6, 6–3, [10–5]          |
| Vítěz     | 15. | leden 2025        | Adelaide, Austrálie                   | ATP 250      | tvrdý     | Andrea Vavassori  | Kevin Krawietz Tim Pütz             | 4–6, 7–6(7–4), [11–9]     |
| Finalista | 17. | leden 2025        | Australian Open, Melbourne, Austrálie | Grand Slam   | tvrdý     | Andrea Vavassori  | Harri Heliövaara Henry Patten       | 6–7(16–18), 7–6(7–5), 6–3 |
| Vítěz     | 16. | únor 2025         | Rotterdam, Nizozemsko                 | ATP 500      | tvrdý (h) | Andrea Vavassori  | Sander Gillé Jan Zieliński          | 6–2, 4–6, [10–6]          |
| Vítěz     | 17. | květen 2025       | Hamburk, Německo                      | ATP 500      | antuka    | Andrea Vavassori  | Andrés Molteni Fernando Romboli     | 6–4, 6–0                  |

## Finále soutěží družstev: 2 (2–0)
| Výsledek | č. | datum a místo konání                                                                   | spoluhráči                                                       | soupeři                                                                 | skóre |
| -------- | -- | -------------------------------------------------------------------------------------- | ---------------------------------------------------------------- | ----------------------------------------------------------------------- | ----- |
| Vítěz    | 1. | Davis Cup 2023 26. listopadu 2023 Málaga, Španělsko tvrdý (hala), Martin Carpena Arena | Jannik Sinner Lorenzo Musetti Matteo Arnaldi Lorenzo Sonego      | Austrálie                                                               | 2–0   |
| Vítěz    | 1. | Davis Cup 2023 26. listopadu 2023 Málaga, Španělsko tvrdý (hala), Martin Carpena Arena | Jannik Sinner Lorenzo Musetti Matteo Arnaldi Lorenzo Sonego      | Alex de Minaur Jordan Thompson Alexei Popyrin Max Purcell Matthew Ebden | 2–0   |
| Vítěz    | 2. | Davis Cup 2024 24. listopadu 2024 Málaga, Španělsko tvrdý (hala), Martin Carpena Arena | Jannik Sinner Lorenzo Musetti Matteo Berrettini Andrea Vavassori | Nizozemsko                                                              | 2–0   |
| Vítěz    | 2. | Davis Cup 2024 24. listopadu 2024 Málaga, Španělsko tvrdý (hala), Martin Carpena Arena | Jannik Sinner Lorenzo Musetti Matteo Berrettini Andrea Vavassori | Tallon Griekspoor Botic van de Zandschulp Jesper de Jong Wesley Koolhof | 2–0   |

## Postavení na konečném žebříčku ATP

### Dvouhra
| Rok    | 2002  | 2003   | 2004   | 2005   | 2006   | 2007  | 2008  | 2009  | 2010   | 2011   | 2012  | 2013   | 2014  | 2015  | 2016   | 2017   | 2018   | 2019   | 2020   | 2021   | 2022–2024 |
| Pořadí | 1220. | ▲ 637. | ▲ 268. | ▲ 249. | ▲ 128. | ▲ 67. | ▲ 41. | ▼ 93. | ▼ 107. | ▼ 134. | ▲ 83. | ▼ 244. | ▲ 55. | ▼ 58. | ▼ 461. | ▲ 172. | ▲ 146. | ▼ 333. | ▼ 506. | ▼ 896. | —         |

### Čtyřhra
| Rok    | 2002 | 2003   | 2004   | 2005   | 2006   | 2007   | 2008   | 2009  | 2010   | 2011  | 2012   | 2013  | 2014   | 2015  | 2016   | 2017   | 2018  | 2019  | 2020  | 2021  | 2022  | 2023  | 2024  |
| Pořadí | 773. | ▲ 471. | ▼ 521. | ▼ 603. | ▲ 170. | ▼ 419. | ▲ 114. | ▲ 68. | ▼ 167. | ▲ 39. | ▼ 278. | ▲ 55. | ▼ 143. | ▲ 13. | ▼ 123. | ▼ 171. | ▲ 98. | ▲ 80. | ▲ 68. | ▲ 25. | ▲ 21. | ▼ 55. | ▲ 11. |